# María Granata
María Granata (Buenos Aires, Argentina, 3 de septiembre de 1923) es una poetisa, narradora y dirigente política peronista, perteneciente en la Generación del 40.

## Actividad profesional
Nació en el barrio de Balvanera de la ciudad de Buenos Aires y empezó a escribir siendo muy niña, alentada por su padre, un médico italiano que la inició en la poesía de Leopardi y que murió cuando ella tenía 11 años. Cuenta que durante su adolescencia fue cuando más leyó y que después la atrajeron más las fervorosas «relecturas» y que desde entonces la subyugaron Quevedo, San Juan de la Cruz, Leopardi, Walt Whitman y, en narrativa, Dostoievski, Faulkner y Juan Rulfo. Entre otros.
En 1942, pocos meses después de radicarse en el Partido de San Vicente, una zona semirrural a 45 kilómetros de Buenos Aires, donde continuó viviendo, la editorial «Conducta», dirigida por Leónidas Barletta, publicó su primer libro de poesía Umbral de tierra , por el que fue galardonada con el Premio Municipal y el Premio Martín Fierro. La obra, en la que algunos críticos vieron influencia de Leopoldo Lugones y Horacio Rega Molina en tanto otra “rescataba el cántico de una muchacha que se vertía emocionado ante la conjura de los seres animados o no, con plenitud expresiva y nobleza lírica”.
Su siguiente obra, también de poemas, fue Muerte del adolescente (1946), elegida ese año, por el Club Libro del Mes.
Adhirió al peronismo e integró la Peña de poetas ´Eva Perón´. Fundó el Sindicato de Escritores de la Argentina, apoyando la reelección de Juan Domingo Perón y el Segundo Plan Quinquenal. Al mismo tiempo, colabora en el diario La Prensa y la revista Mundo Peronista.
A partir de 1952, publica varios libros, algunos de ellos políticamente comprometidos: los ensayos La Mujer y la poesía, La mujer en la gesta heroica del 17 de octubre, y  Pueblo y peronismo, y los libros de poemas Corazón Cavado y Umbral de tierra.
Corazón cavado (1952) motivó que el crítico Luis Soler Cañas escribiera:

"Poeta en sentido verdadero, mira las cosas y las traspasa, las ilumina y nos las Ilumina, y, ni celosa ni avara, nos las entrega después de haberlas hecho pasar por su arco de luz. No es la poesía de Granata una poesía gozosa: en el misterio descifrado del mundo el espíritu del poeta halla con mayor frecuencia el dolor que la alegría."

.
En la revista Mundo Peronista publicó en noviembre de 1954, el poema "17 de octubre".
Durante la “Revolución Libertadora” su nombre aparece entre los artistas amenazados de muerte y sus libros se encuentran entre los mandados oficialmente a quemar.
Integró los comandos clandestinos de la Resistencia Peronista contra la dictadura. En diciembre de 1957 fue designada por Perón como integrante del Comando Táctico Peronista, máximo órgano de conducción del peronismo dentro de la Argentina durante la dictadura.
En publicó los cuentos infantiles escritos para el diario El Mundo, bajo el título El gallo embrujado.
En noviembre de 1957 asumió la dirección del periódico Línea Dura, órgano del Movimiento Peronista en la claoo, con el seudónimo de Nélida Valdez, para evitar las persecuciones. Difunde la línea política indicada por el Comando Superior Peronista y el Comando Táctico. Línea Dura público cuarenta y seis números hasta noviembre de 1958.
Otras de sus obras poéticas son  Color humano (1966)  y Los tumultos (1974). Sobre esta última dice que siempre había sentido el dramatismo del clan familiar destinado a desmembrarse y que de improviso, sin habérselo propuesto expresamente, un día se encontró dándole forma literaria al tema. 
En sus novelas se acerca a lo imaginativo y barroco de modelos como los de García Márquez. La más conocida, Los viernes de la eternidad (1971), le significó el Premio Emecé y el Premio Nacional de Letras de Argentina Los viernes de la eternidad fue llevada al cine en 1981 por Héctor Olivera sobre un guion realizado por este y la escritora. Granata cuenta que nunca había pensado escribir una novela hasta una mañana en la que se le ocurrió de golpe el personaje del aparecido que viene a buscar a su mujer, la escena de los clavos y el final; esa misma tarde empezó a escribirla y la continuó a lo largo de once meses. 
Otras novelas son La escapada,  El jubiloso exterminio  (1979) y El sol de los tiempos. 
Las novelas y relatos de Granata

” atraen por su clima de transfusión de la realidad hacia una hipótesis de mágico encantamiento que, no obstante, desnuda los rasgos auténticos o imaginarios de un mundo donde el continentalismo se refugia en esa recurrencia de la identidad. La riqueza del lenguaje, la elegancia del estilo, sin ocultar la valoración existencial ni el flujo de la anécdota, capta las alternativas o los vaivenes de un universo secular que, en el decurso del tiempo (o a pesar de él), sigue con su bagaje de misterio, hábitos y usos.”

En literatura para los niños y adolescentes, la escritora ha dado a sus obras un rico contenido histórico y ejemplar y en este rubro se destacan, El ángel que perdió un ala, El perro sin terminar, Los niños que bajaron del cielo, El gallo embrujado  (1954), El ángel que perdió un ala  (1974), La ciudad que levantó vuelo  y El bichito de luz sin luz (1976) entre los más de 30 títulos que escribió.
Aparecen colaboraciones suyas en la mayoría de los diarios y revistas del país y del exterior y sus obras fueron incorporadas en antologías estimables, entre ellas las que recopilaron David Martínez, Miguel Brascó, Antonio Monti, Fermín Chávez, Guillermo Ara, José Isaacson y Luis Soler Cañas.
La Fundación Konex la distinguió en 1984 con el Diploma al Mérito en el rubro Novela correspondiente a la primera obra publicada después de 1950 y en 1994 con el Diploma al Mérito en el rubro Literatura Juvenil. También recibió, el Premio Consagración de la Provincia de Buenos Aires, el Premio Nacional de Letras de Argentina de 1972 y el Gran Premio de Honor de la Sociedad Argentina de Escritores de 1987.